# Cerdocyon avius
Cerdocyon avius es una especie extinta de mamífero carnívoro de la familia de los cánidos y del género Cerdocyon, el cual posee una única especie viviente, el zorro cangrejero (Cerdocyon thous). Habitó en Centroamérica y Sudamérica septentrional (Baja California).

## Características y costumbres
Este cánido posiblemente poseía hábitos similares a los de su pariente congenérico viviente (Cerdocyon thous), el cual tiene una dieta omnívora variada, alimentándose de pequeños mamíferos, aves, reptiles, anfibios, invertebrados y frutos, distribuyéndose desde Panamá por el norte hasta el centro de la Argentina por el sur.

## Taxonomía
Cerdocyon avius fue descrita originalmente en el año 1981 por los zoólogos R. V. Torres e I. Ferrusquía-Villafranca, con materiales exhumados en el Blancano de Baja California Sur, México. El holotipo fue catalogado como: IGM 2903, y consta de un esqueleto parcial de un cuerpo fósil en 3D.
Habitó durante el Plioceno y el Pleistoceno, desde aproximadamente 4,9 Ma hasta hace 11 000 años. Contaba con unos 80 cm de largo.